# Paratylenchus microdorus
Paratylenchus microdorus is een rondwormensoort, de plaatsing in een familie is onzeker. De wetenschappelijke naam van de soort is voor het eerst geldig gepubliceerd in 1959 door Andrássy.